# Huset Champagne
Ätten Champagne, en del av ätten Blois, var en medeltida frankisk ätt som kontrollerade området Champagne sydöst om Paris.
Den huvudsakliga successionen för Champagne var :
- 1093–1025, Hugh, comté palatin av Troyes, Bar-Sur-Aube och Vitry. Första innehavare med tre sammanhängande grevskap. Anslöt sig till tempelherreorden 1125, grundad av sin vän Hugo av Payens.
- 1125–1152, Thibault II, comté palatin av Troyes, Bar-Sur-Aube och Vitry. Gift med Mathilda av Carinthia. Erfaren härskare som samlade de tre grevskapen till ett och stimulerade ekonomisk framväxt genom populära handelsmässor.
- 1152–1181, Henry I, comté palatin av Champagne (1149–1151, Bar-Sur-Aube och Vitry), Marie Capet av Frankrike (regent 1179/1181–1187 och 1190–1198). Nära vän till Louis VII från andra korståget, fortsatte framgångsrik ekonomisk policy och grundade den territoriella enheten och furstendömet Champagne. Lämnade Champagne 1179 för tredje korståget till Jerusalem.
- 1187–1190, Henry II, gift med Isabelle av Jerusalem. Lämnade Champagne för Jerusalem 1190. Död 1197.
- 1198–1201, Thibault III och Blanca av Navarra (regent 1201–1222). Återvände från tredje korståget 1191. Inrättade borgslagar och utökat inflytande över baronerna. Blanca regerade under-, och segrade i, Champagnes inbördeskrig om successionen (1216–1218) och säkrade Thibault IV:s succession (som skyddades av Louis VIII under 1210–1214).
- 1222–1253, Thibault IV, comté palatin av Champagne och kung av Navarra. Margaret av Bourbon regent 1253–1256. Moderniserade Champagne's administrativa bokföringspraxis grundlagd under Henry I:s styre och skapade tjänstemän för grevskapets funktion.
- 1256–1270, Thibault V, comté palatin av Champagne och kung av Navarra. Gift med Isabella Capet av Frankrike. Frånvarande, resande mellan Champagne, Navarra och Paris. Förste greve att beskatta förläningshållare (vasaller). Död Louis i IX:s korståg 1270 (även Isabelle död i korståg, 1271).
- 1271–1274, Henry III, comté palatin av Champagne och kung av Navarra. Gift med Blanca av Artois (regent 1274–1284). Omorganiserade och kopierade statsarkiv.
- 1285–1305, Jeanne, drottning av Navarra och Frankrike, grevinna av Champagne och Brie. Förlovades med ospecificerad son till Philip III. Gift med kung Philip IV av Frankrike. Tillbringade mestadels sin tid i Paris, vice-regent för Jeanne i Champagne var Jean av Acre. Champagne hamnade därmed direkt under kronans kontroll och upptogs slutligen helt i kungadömet.